# Routemaster
Der AEC Routemaster ist ein Doppeldecker-Linienbus, der zwischen 1956 und 1968 von der Associated Equipment Company (AEC) speziell als Stadt- und Regionalbus (Country Bus und Green Line Coach) für London Transport hergestellt wurde.
Er verfügte über ein für seine Zeit innovatives Design und verwendet leichtes Aluminium zusammen mit Techniken, die während des Zweiten Weltkriegs in der Flugzeugproduktion entwickelt wurden. Neben einem neuartigen, gewichtssparenden Design wurden erstmals auch eine Einzelradaufhängung an der Vorderachse, eine Servolenkung, ein vollautomatisches Getriebe und ein Bremskraftverstärker eingeführt. Die Fahrer, die noch die Vorgängermodelle kannten, empfanden den Bus als unerwartet leicht und flink, wie insbesondere auf einem Film bei Tests in der Chiswick Works-Kompaktwanne zu erkennen ist. Das Filmmaterial des RM200, der dem Skid-Test unterzogen wurde, wurde 1971 in den Film Aufruhr im Busdepot (On the Buses) aufgenommen.

## Die Routemaster-Ära

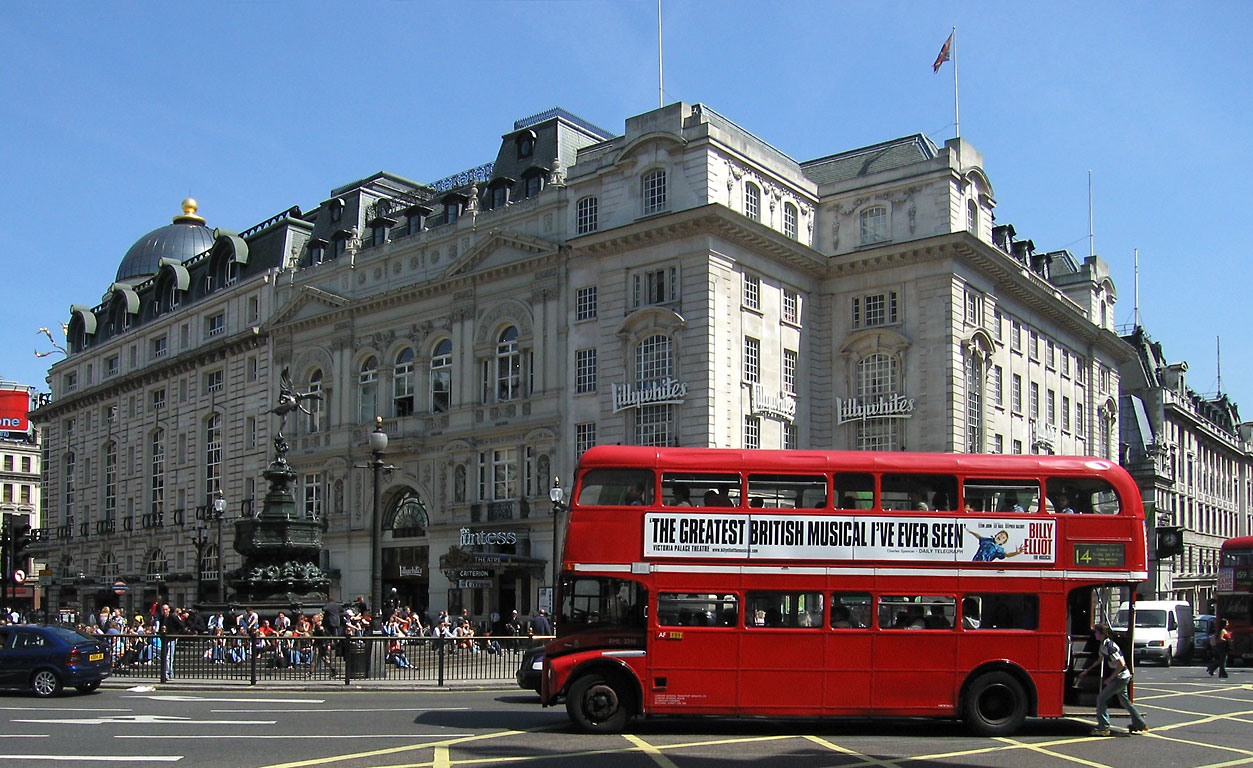
Ein RML von London Central überquert im letzten Jahr des regulären Einsatzes den Piccadilly Circus

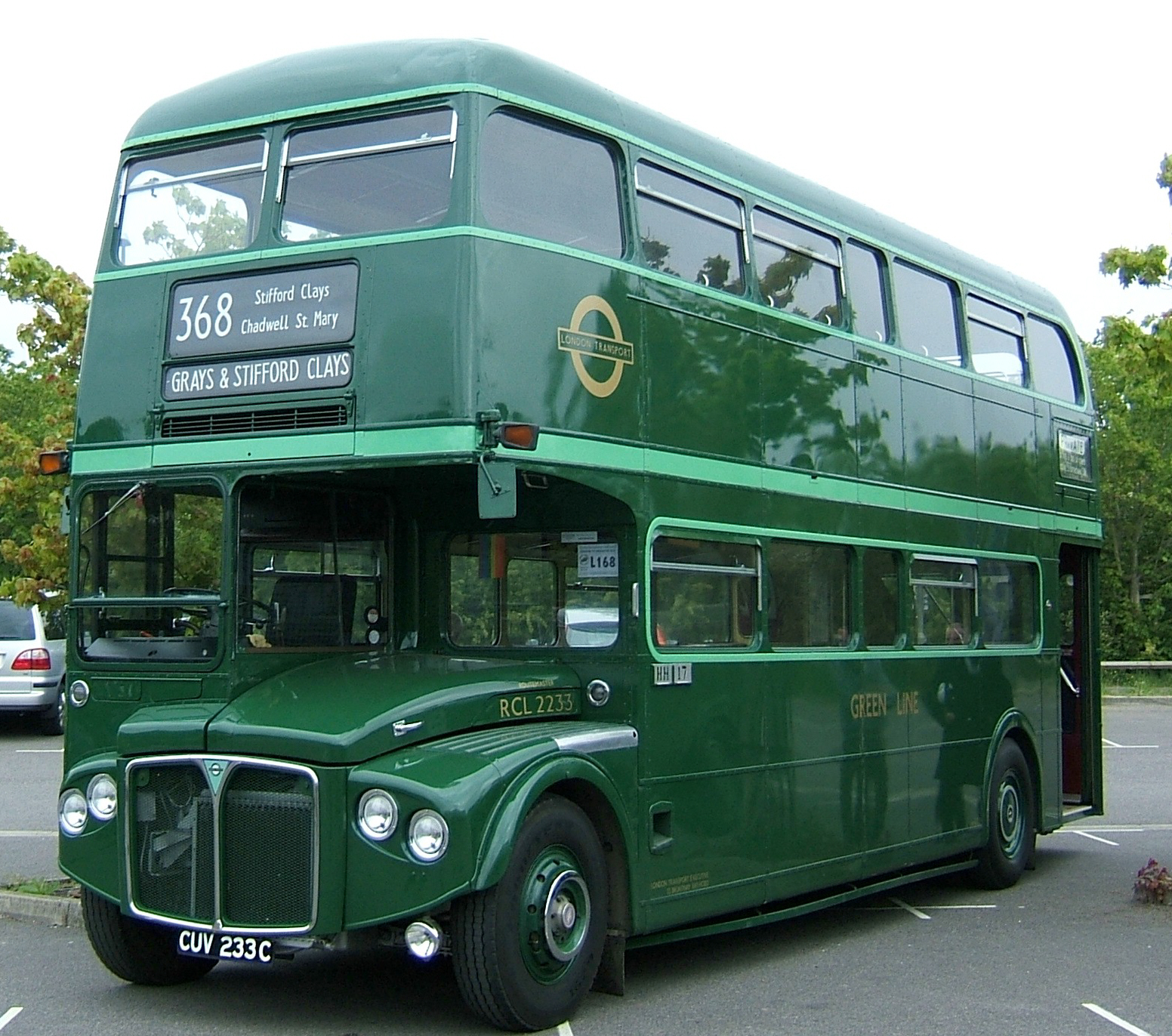
Routemaster Coach Long (RCL) für lange Distanzen

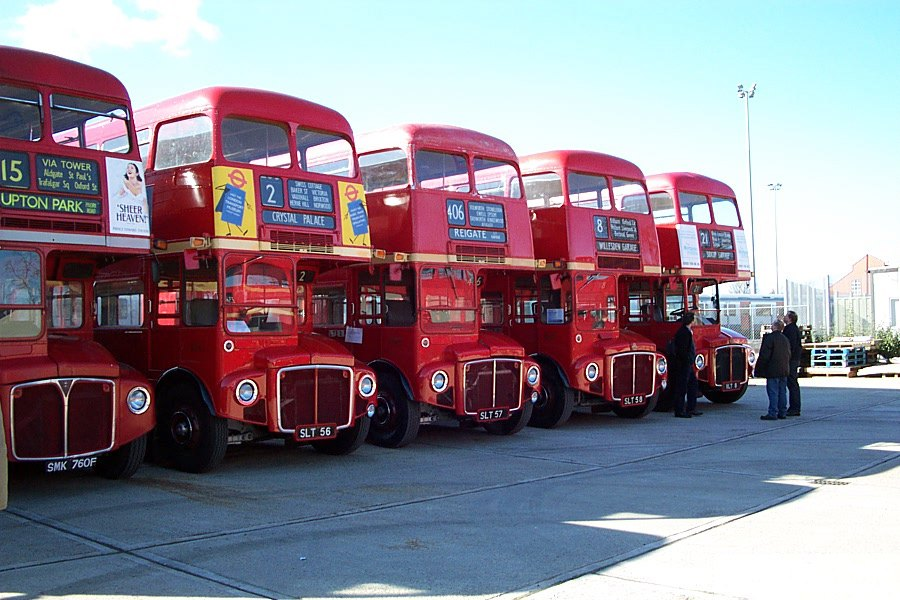
Verschiedene Routemaster im Acton Depot, in der Mitte drei der Prototypen

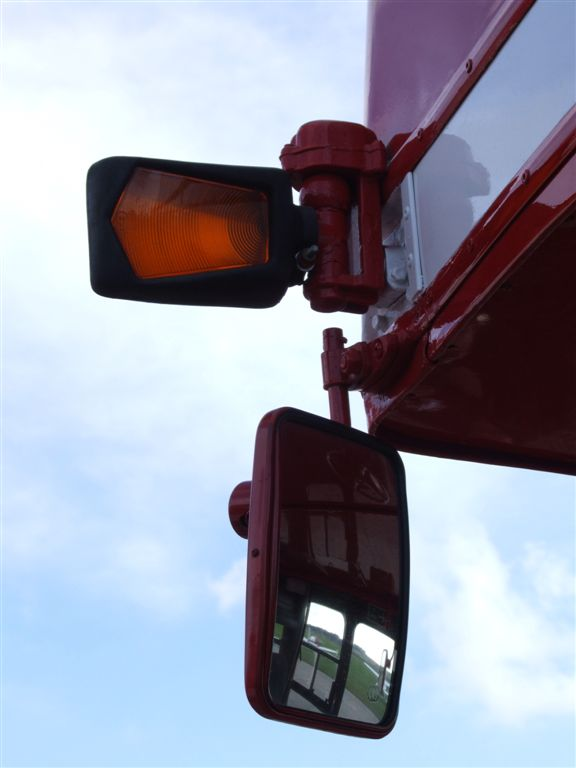
Ursprünglicher Fahrtrichtungsanzeiger vorn links

Der Routemaster wurde Mitte der 1950er Jahre als Nachfolger des AEC Regent (RT, des London-Transport-Standard-Doppeldeckers der 1940er und 50er Jahre) konstruiert. Die erste Fahrt des ersten Routemaster-Prototyps (RM 1) in London fand am 8. Februar 1956 statt.
Die selbsttragende Aluminium-Karosserie war auf je einem Vorderachs- und Hinterachs-Schemel gelagert. Auf dem Vorderachs-Schemel war der Dieselmotor befestigt, das vierstufige halbautomatische Getriebe lag unterflur in der Mitte des Fahrzeugs. Der Antrieb erfolgte auf die doppeltbereifte Hinterachse. Die ersten Fahrzeuge der Routemaster-Bauart waren 8,4 Meter lang (genannt RM = Routemaster), hatten 64 Sitzplätze und gingen zwischen 1959 und 1962 in Betrieb. Zur Umstellung des Londoner Trolleybus-Betriebs auf Dieselbusse wurden 1962 um ein halbes Fensterteil verlängerte Modelle (genannt RML = „Routemaster long“) mit 72 Sitzplätzen in Betrieb genommen. Von 1965 bis 1968 wurden nur noch diese 9,11 Meter langen RML und RCL angeschafft. Die beiden Längen-Varianten sind in der Seitenansicht durch das zusätzliche, kleinere Fenster in der Mitte der RML/RCL leicht unterscheidbar.
Nach umfangreichen Klärungen mit der Gewerkschaft wurden in den 1970er Jahren auf immer mehr Londoner Buslinien „Einmannwagen“ eingesetzt, bei dem der bisher vorhandene Schaffner (vorher nur vereinzelt während der Nebenverkehrszeiten) eingespart wurde. Man wollte dem Personalmangel begegnen und erhoffte sich außerdem eine Kostenersparnis. Da der Haltestellenaufenthalt jedoch stark verlängert wurde, weil die Fahrer nun Fahrkarten verkaufen bzw. kontrollieren mussten, wurde das neue System vorerst nur auf weniger stark belasteten Linien eingesetzt; in der Innenstadt blieb man zunächst bei den mit Schaffner besetzten Wagen. Der Vorteil der in der alten klassischen Bauweise (Dieselmotor vorn, offener Heckeinstieg) konstruierten Routemaster lag darin, dass in der Londoner Innenstadt mit ihrem Stop-and-go-Verkehr die Fahrgäste auch zwischen den Haltestellen einfach aus- und zusteigen konnten („Hop on/Hop off“).
Einige Fahrzeuge waren zunächst grün lackiert (RMC und RCL mit komfortablerer Ausstattung für Green Line Coaches = Expressbusse in die Vororte und für London Country Bus Service LCBS = Busse in den Vororten). Von August 1969 bis Januar 1976 waren eine Anzahl Routemaster (RM und RML) mit Vollwerbung versehen, wobei die gesamte äußere Karosseriefläche für auffallende bunte Werbung verschiedener Firmen oder Marken genutzt wurde. Zum 25- und 50-jährigen Jubiläum der Krönung der Queen wurden eine Anzahl Routemaster auch silber- bzw. goldfarben lackiert. Nach der Privatisierung des Londoner Busunternehmens in den 1980er Jahren erhielten die Fahrzeuge bei einigen neuen Busbetrieben auch andere Farben als Rot (z. B. Kentish Bus and Coach Co Ltd). Die populärste Farbgebung der Routemaster ist wohl das für London typische Rot, das seit einigen Jahren wieder für Stadtbusse in der Innenstadt Londons vorgeschrieben ist (mindestens 80 % der Karosserieoberfläche).
Für die Routemaster-Busse war ursprünglich eine Einsatzzeit von 17 Jahren vorgesehen, allerdings sind viele der Busse wesentlich älter geworden. Durch die gewichtsparende Aluminium-Bauweise ist der Aufbau sehr haltbar. In den über fünfzig Jahren, in denen die Baureihe eingesetzt war, wurde an den Fahrzeugen einiges verändert. Mehrmals bekamen die Routemaster neue Dieselmotoren: Während man 1962 und 1963 einige neue Busse mit Leyland-Motoren ausstattete, wurden Ende der 1980er Jahre Versuche mit verschiedenen Dieselmotoren anderer Hersteller (Cummins, Ashok, DAF und Iveco) in Routemaster-Bussen unternommen. In der Folge bekamen 1990 und 1994 von der noch aus 502 Wagen bestehenden RML-Flotte 500 Fahrzeuge neue Iveco-Motoren. Von den kürzeren RMs erhielten etwa hundert Fahrzeuge einen neuen Motor. In ihren letzten Jahren erhielten die Busse nochmals neue, emissionsärmere Dieselmotoren z. B. von Scania oder Cummins, außerdem wurde die Inneneinrichtung aufgefrischt (u. a. neue Innenbeleuchtung durch Leuchtstoffröhren anstatt der Glühlampen bei RM/RML), die alten Kurbelfenster durch Klappfenster ersetzt, die vorderen (für Londoner Busse der 1960er Jahre typischen) Blinkleuchten auf der Höhe des Unterdeck-Daches und die Rückleuchten durch andere Typen ersetzt.
Die Routemaster-Baureihe galt bis zur Einführung des New Bus for London (neben dem Leyland Titan) als der letzte eigens für London konzipierte Bustyp.

## Rückzug aus dem Geschehen und das Ende der Routemaster-Ära
Da die Routemaster-Busse nicht behindertengerecht sind, sah man sich aufgrund einer EU-Richtlinie in den 2000er Jahren gezwungen, auch auf den letzten Linien Fahrzeuge mit Niederflurtechnik einzusetzen und die alten Busse auszumustern. Viele Wagen, besonders die kürzeren RMs, wurden schon vorher verkauft. Nach Ablauf der regulären Einsatzzeit in den 1980er Jahren wurden viele Fahrzeuge durch neuere Einmann-Doppeldecker ersetzt; etliche Wagen wurden sogar verschrottet, weitere gingen an andere Verkehrsunternehmen in England und Schottland, von denen sie teilweise später wieder zurückgekauft wurden. Heute sind die alten Wagen beliebte Attraktionen nicht nur bei Liebhabern.
Auf den letzten zwanzig Londoner Linien, auf denen werktags noch Routemaster eingesetzt wurden, wurde zwischen 29. August 2003 und 9. Dezember 2005 der Betrieb nach und nach auf andere Bustypen umgestellt:
| Linie | Strecke | Verkehrsunternehmen | Letzte Fahrt  |
| ----- | --- | ------------------- | ------------- |
| 6     | Aldwych – Trafalgar Square – Piccadilly Circus – Oxford Circus – Marble Arch – Queen’s Park – Kensal Rise               | Metroline           | 26. März 2004 |
| 7     | Russell Square – British Museum – Oxford Street – Paddington Station – Ladbroke Grove – East Acton Station              | First               | 2. Juli 2004  |
| 8     | Bow Church – Liverpool Street – Bank – St. Paul’s – Holborn – Oxford Circus – Victoria Station                          | Stagecoach          | 3. Juni 2004  |
| 9     | Aldwych – Charing Cross – Piccadilly – Hyde Park Corner – Kensington – Hammersmith                                      | London United       | 3. Sept. 2004 |
| 11    | Liverpool Street Station – Fleet Street – Charing Cross – Victoria – Chelsea – Fulham Broadway                          | London General      | 31. Okt. 2003 |
| 12    | Notting Hill Gate – Oxford Circus – Whitehall – Westminster – Elephant & Castle – Camberwell – Peckham – Dulwich Plough | London Central      | 5. Nov. 2004  |
| 13    | Aldwych – Strand – Piccadilly Circus – Regent Street – Oxford Street – Finchley Road – Golders Green                    | London United       | 21. Okt. 2005 |
| 14    | Tottenham Court Road – Piccadilly – Hyde Park Corner – South Kensington – Fulham – Putney Heath                         | London Central      | 22. Juli 2005 |
| 15    | East Ham – Poplar – Aldgate – Bank – Trafalgar Square – Oxford Circus – Paddington Station                              | Stagecoach          | 29. Aug. 2003 |
| 19    | Finsbury Park Station – Highbury – Islington – Piccadilly – Knightsbridge – Sloane Square – Chelsea – Battersea Bridge  | Arriva London       | 1. Apr. 2005  |
| 22    | Piccadilly Circus – Hyde Park Corner – Sloane Square – Chelsea – Parsons Green – Putney Common                          | London Central      | 22. Juli 2005 |
| 23    | Liverpool Street – Trafalgar Square – Oxford Street – Paddington Station – Westbourne Grove                             | First               | 14. Nov. 2003 |
| 36    | Queen’s Park – Paddington – Marble Arch – Victoria – Camberwell – Peckham – New Cross Gate                              | Arriva London       | 1. Apr. 2005  |
| 38    | Clapton Pond – Hackney – Dalston – Islington – Bloomsbury – Piccadilly – Victoria Station                               | Arriva London       | 28. Okt. 2005 |
| 73    | Tottenham – Islington – King’s Cross – Euston – Oxford Street – Hyde Park Corner – Victoria Station                     | Arriva London       | 3. Sept. 2004 |
| 94    | Trafalgar Square – Oxford Circus – Queensway – Notting Hill – Shepherds Bush – Acton Green                              | London United       | 23. Jan. 2004 |
| 98    | Holborn – Trafalgar Square – Piccadilly Circus – Oxford Circus – Marble Arch – Queen’s Park – Willesden                 | Metroline           | 26. Mär. 2004 |
| 137   | Oxford Circus – Knightsbridge – Sloane Square – Battersea Park – Clapham Common – Streatham Hill                        | Arriva London       | 9. Juli 2004  |
| 159   | Marble Arch – Trafalgar Square – Whitehall – Westminster – Kennington – Brixton – Streatham Station                     | Arriva London       | 9. Dez. 2005  |
| 390   | Marble Arch – Oxford Street – Euston – King’s Cross – Archway                                                           | Metroline           | 3. Sept. 2004 |

Die letzte reguläre Fahrt der Routemaster fand am 9. Dezember 2005 auf der Linie 159 statt und gilt als das Ende der Routemaster-Ära in London.
Fast 50 Jahre prägten die Fahrzeuge das Stadtbild und gelten bis heute als ein Wahrzeichen Londons. Die Aufschrift auf einigen der Heritage-Routemaster lautete: „Take a trip on a London landmark“ – „Mach einen Ausflug in einem Londoner Wahrzeichen“. Die Fahrzeuge wurden teils durch moderne Niederflur-Doppeldecker, teils durch in Deutschland hergestellte Gelenkbusse des Typs Mercedes-Benz O 530 Citaro von EvoBus ersetzt, die für den in Großbritannien herrschenden Linksverkehr als Rechtslenker hergestellt werden.

## Nostalgieverkehre

### Routemaster Heritage Routes
Aufgrund zahlreicher Proteste gegen die Stilllegung der Routemaster-Busse auf den Londoner Buslinien beschloss Transport for London (TfL), ab 2005 einige Routemaster (kurze Version: RM) auf zwei Linien einzusetzen. Diese Linien wurden als „Routemaster Heritage Routes“ bezeichnet und waren jeweils verkürzte Versionen der regulären Linien (siehe Tabelle oben), die von Niederflurbussen bedient werden:
- Heritage Route 9: Kensington High Street – / Royal Albert Hall – Hyde Park Corner – Piccadilly Circus – Trafalgar Square – Strand – Aldwych und zurück

Diese Linie 9H wurde am 25. Juli 2014 eingestellt. Hier fuhren Routemaster des Verkehrsunternehmens First täglich von 9:30 bis 18:30 Uhr im 15-Minuten-Takt.
- Heritage Route 15: Trafalgar Square – Strand – Aldwych – Fleet Street – Bahnhof Cannon Street – Monument – Tower Hill und zurück

Die Linie 15H wurde im November 2005 eingerichtet und am 29. September 2019 letztmals bedient. Im Jahr 2015 wurde der tägliche 15-Minuten-Takt auf einen 20-Minuten-Takt reduziert. In der am 2. März 2019 begonnenen Saison fuhren die Busse nur noch am Wochenende und an Feiertagen (Bank Holidays). Aufgrund der COVID-19-Pandemie fanden im Jahr 2020 keine Fahrten statt. Der Verkehrsvertrag mit dem Unternehmen Stagecoach London endete am 14. November 2020 und wurde nicht neu vergeben.
Für die Kurse auf diesen beiden Linien wurden 19 Busse benötigt, weitere wurden als Reserve vorgehalten. Die Busse waren so ausgerüstet, dass sie die Abgasnormen erfüllten.

### Touristische Fahrten
Ein privates Unternehmen führt in London ab dem 15. Oktober 2022 touristische Fahrten in London, die nicht in das Tarifsystem des öffentlichen Nahverkehrs eingebunden sind, auf einer etwa zweieinhalb Kilometer kurzen Linienführung durch. Die Tourist Bus Route A fährt tagsüber drei- bis viermal pro Stunde zwischen Waterloo Station und Piccadilly Circus. Das Unternehmen hat drei Routemaster-Busse im Bestand.

## Routemaster außerhalb Londons
Als Folge der Deregulierung des öffentlichen Busverkehrs gelangten ab 1986 etliche gebrauchte Routemaster in andere britische Städte. Das Unternehmen Clydeside Scottish erwarb 114 Fahrzeuge für den Einsatz in Glasgow. Weitere Routemaster fuhren unter anderem in Manchester, Perth und Southampton. In Brighton ist in den 2010er Jahren ein Routemaster in der Sommersaison auf Linie (Brighton & Hove).

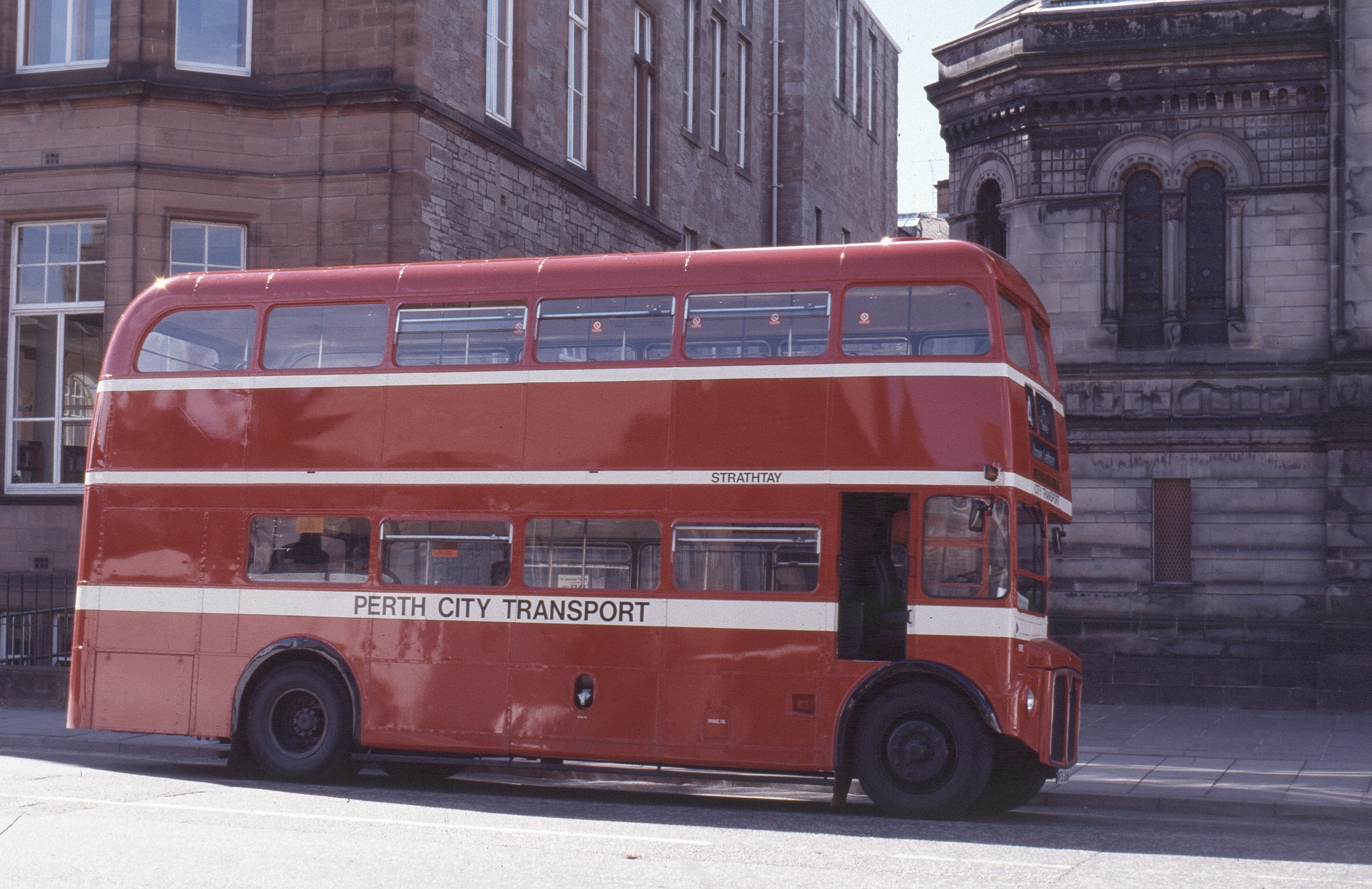
Routemaster in Perth, 1989
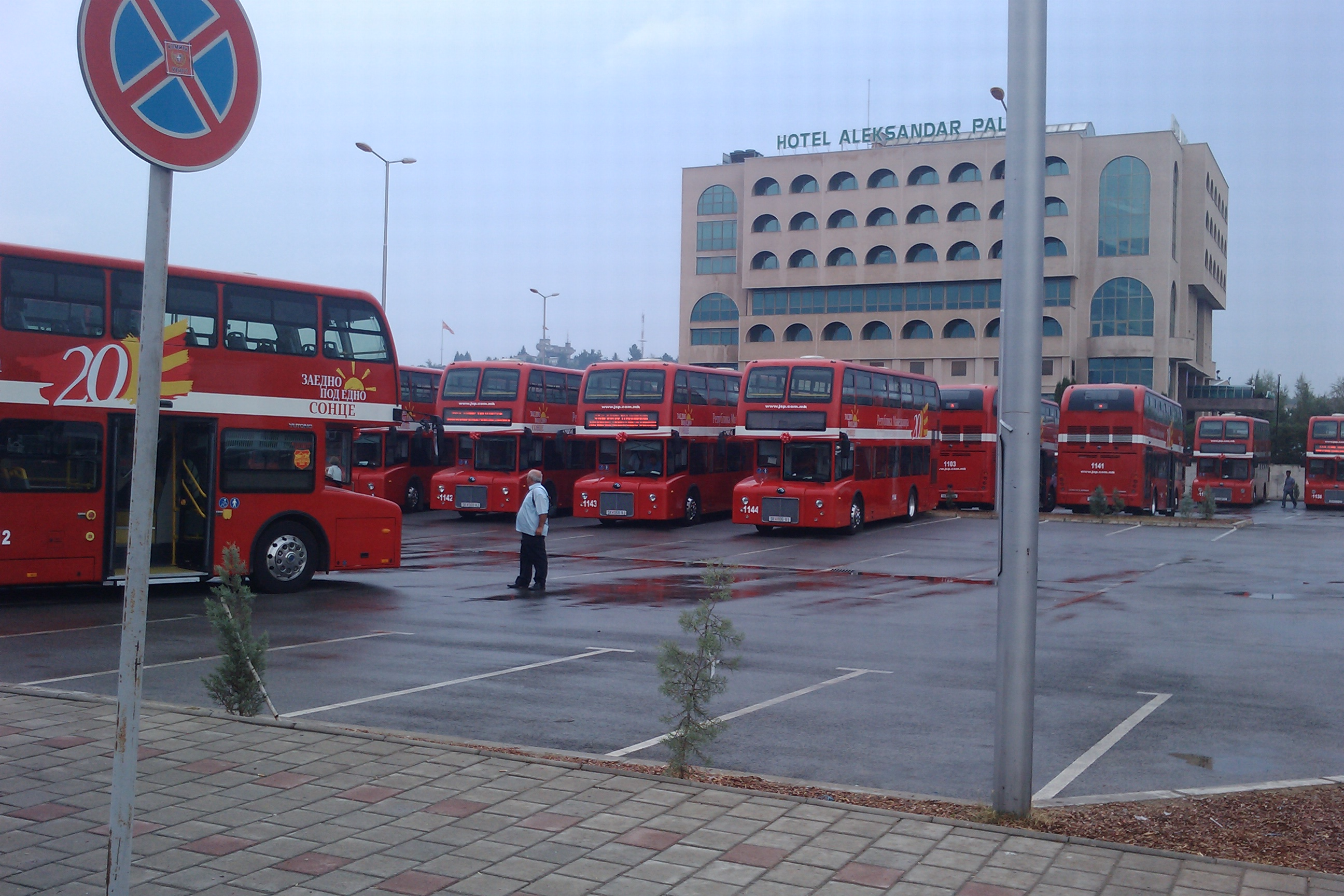
Yutong City Master-Busse, Skopje

## Routemaster als Vorbild

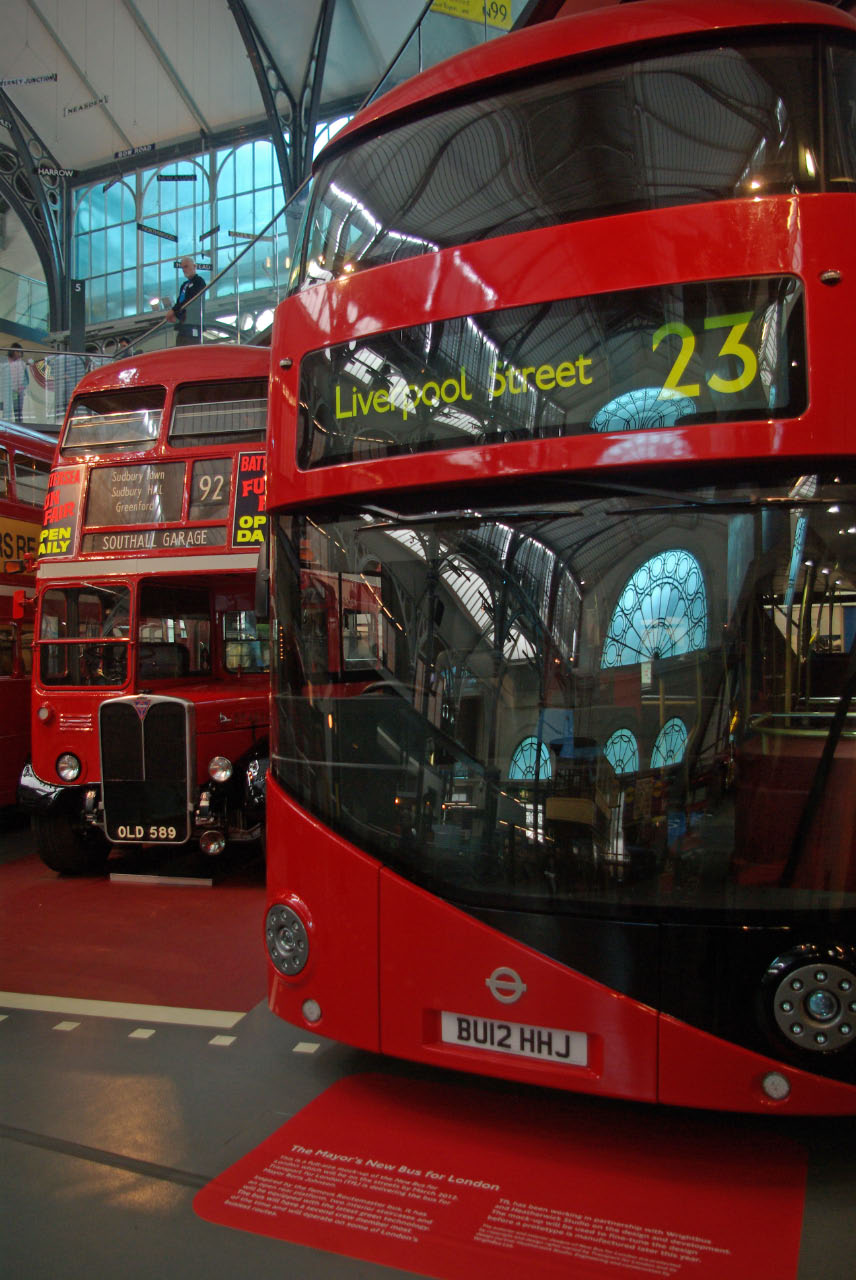
New Bus for London neben einem AEC Regent im London Transport Museum

### New Bus for London
Der New Bus for London wurde von Wrightbus als „Nachfolger“ des Routemasters ebenfalls mit einer Heckplattform ausgestattet. Dieser Hybridbus, der besonders auf Wunsch des damaligen Londoner Bürgermeisters Boris Johnson eingesetzt wird, ist seit 20. Februar 2012 im Fahrgasteinsatz. Diese niederflurige Doppeldecker-Busbaureihe NB4L wurde damals auch „Borismaster“ genannt.

### Yutong City Master
In der mazedonischen Hauptstadt Skopje verkehren seit 2011/12 insgesamt über 200 neue rote Doppeldeckbusse, die von der chinesischen Firma Yutong nach Londoner Vorbild hergestellt wurden. Einige Exemplare besitzen ein offenes Oberdeck. Trotz des historisierenden Designs handelt es sich um technisch moderne Fahrzeuge. Sie wirken in dem balkanischen Stadtbild zunächst befremdlich, doch es handelt sich um eine Wiedereinführung. Bereits um 1960 herum hatte es in Skopje eine Anzahl gebraucht erworbener Londoner RT-Doppeldecker gegeben, die etwa zum Zeitpunkt des großen Erdbebens vom 26. Juli 1963 aus dem Stadtbild verschwanden.

## Galerie

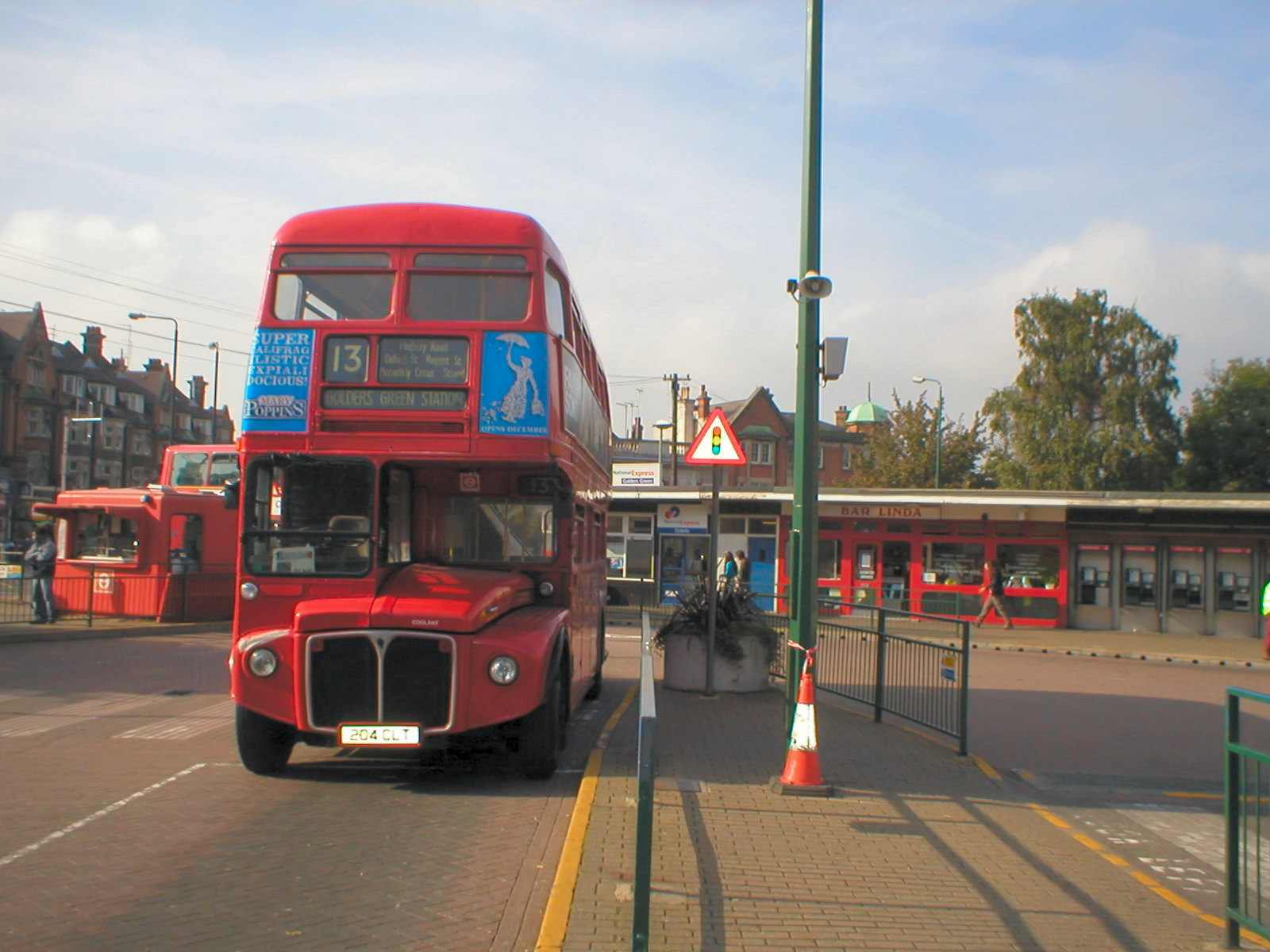
Ein Routemaster von London Sovereign mit der Wagennr. RM 1204 steht am 17. Oktober 2005 abfahrbereit auf Linie 13 an der U-Bahn-Station Golders Green.
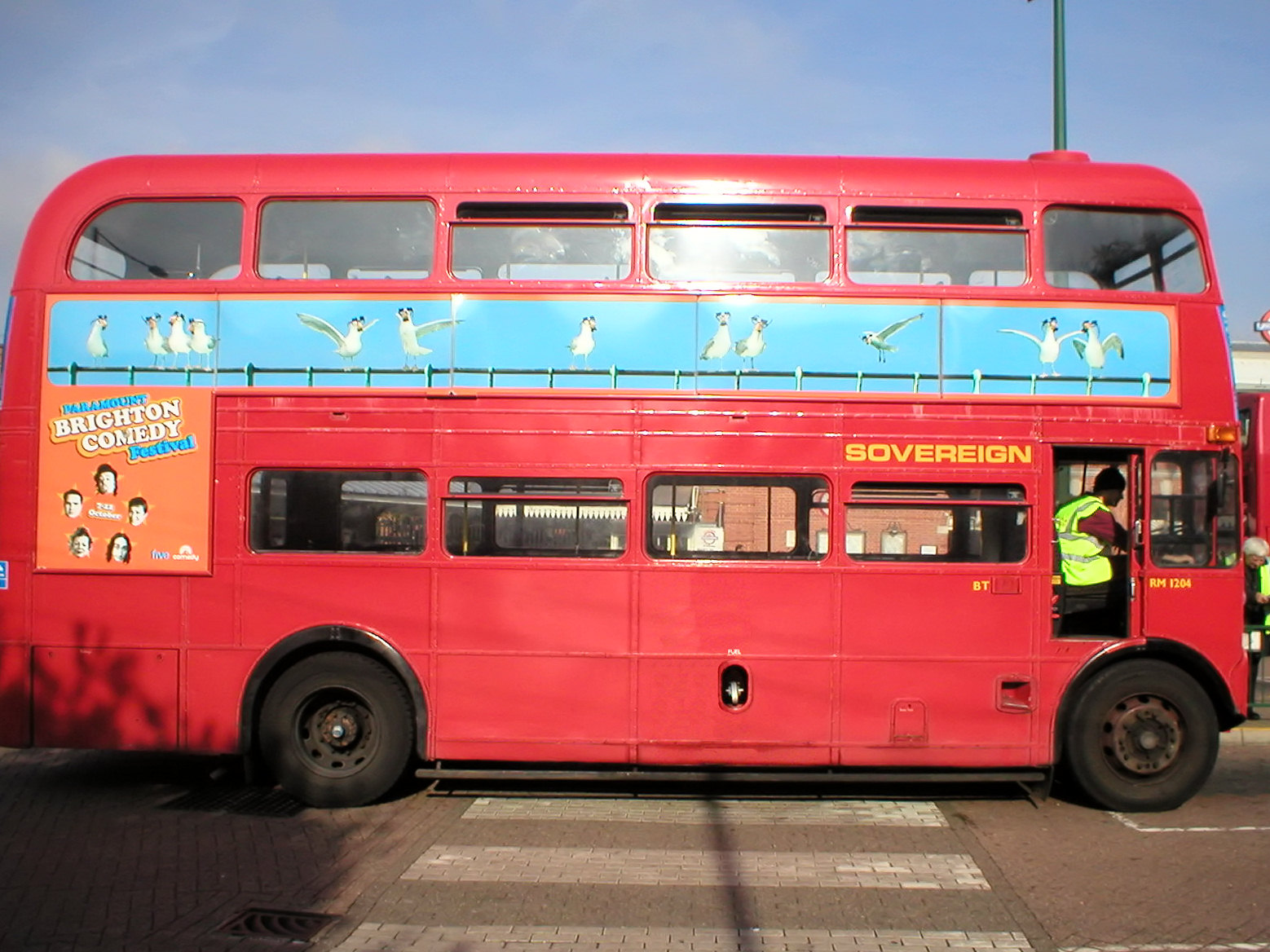
Seitenaufnahme desselben Fahrzeuges bei seinem Aufenthalt an der Endstation Golders Green mit neuen Blinkern und Klappfenstern
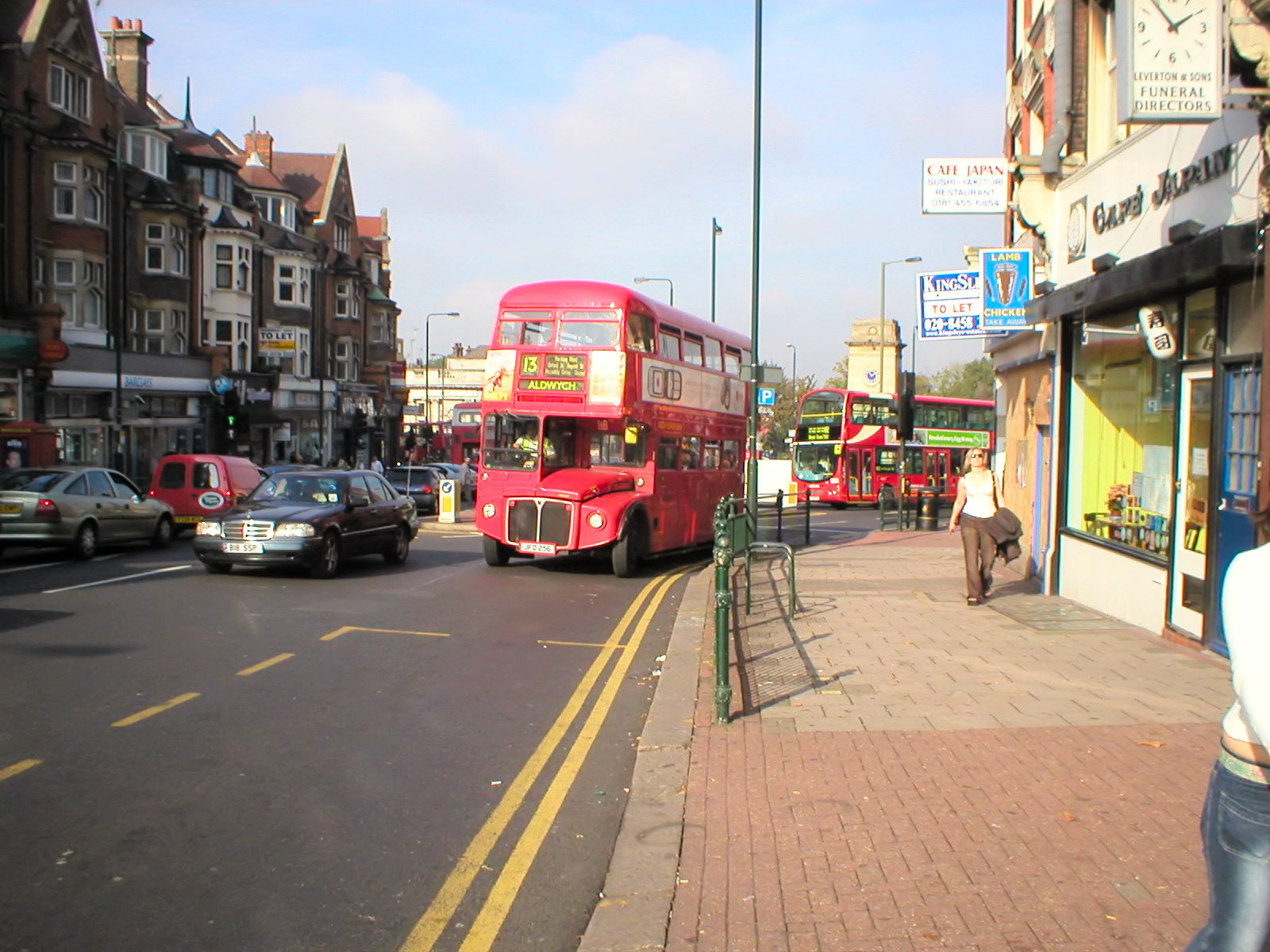
Routemaster unterwegs auf Linie 13 in Golders Green Richtung Endstation Aldwych
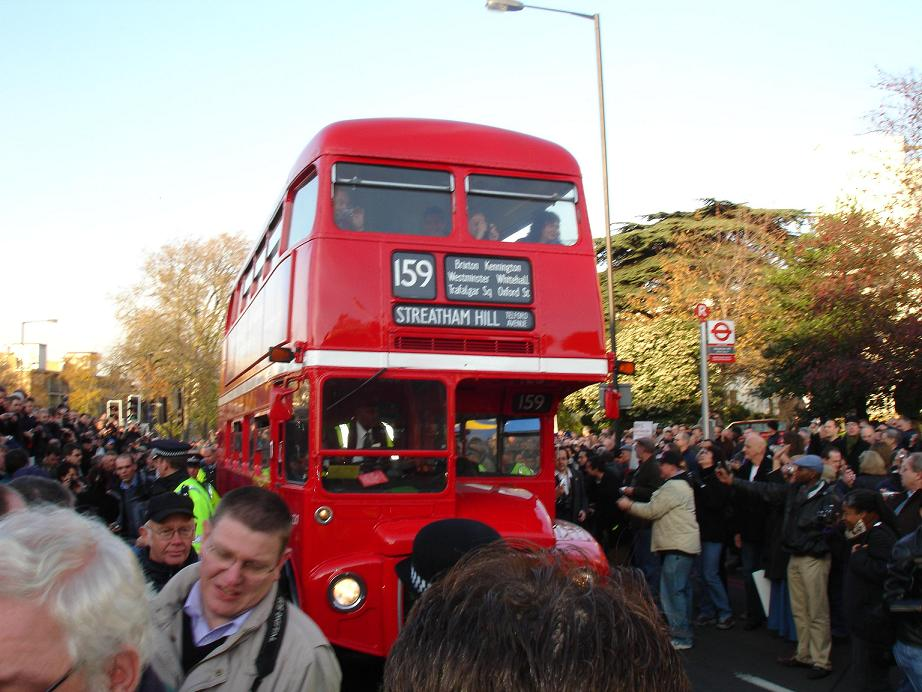
RM 2217 fährt am 9. Dezember 2005 nach seiner letzten Fahrt auf Linie 159 ins Depot Streatham ein.
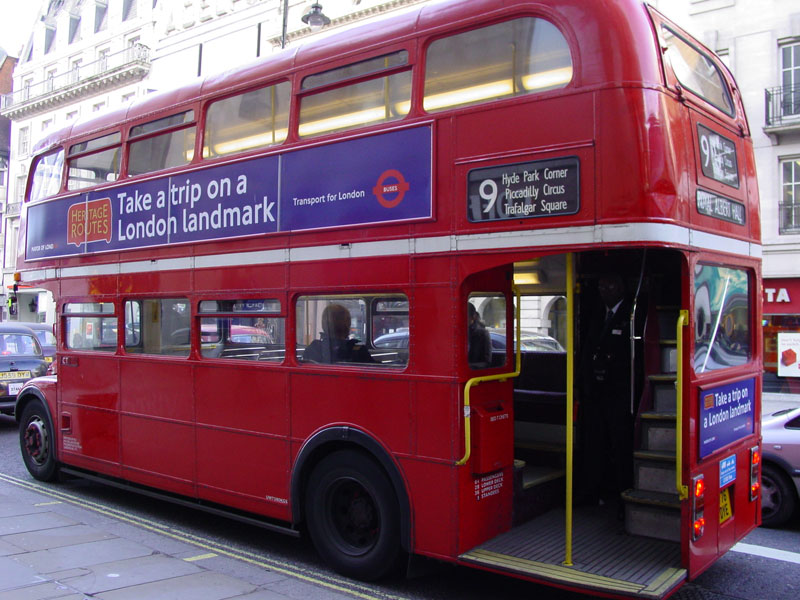
Heritage Routemaster mit Schaffner auf Linie 9 mit der Werbeaufschrift Mach einen Ausflug in einem Londoner Wahrzeichen und neuen Heckleuchten am Strand im November 2005
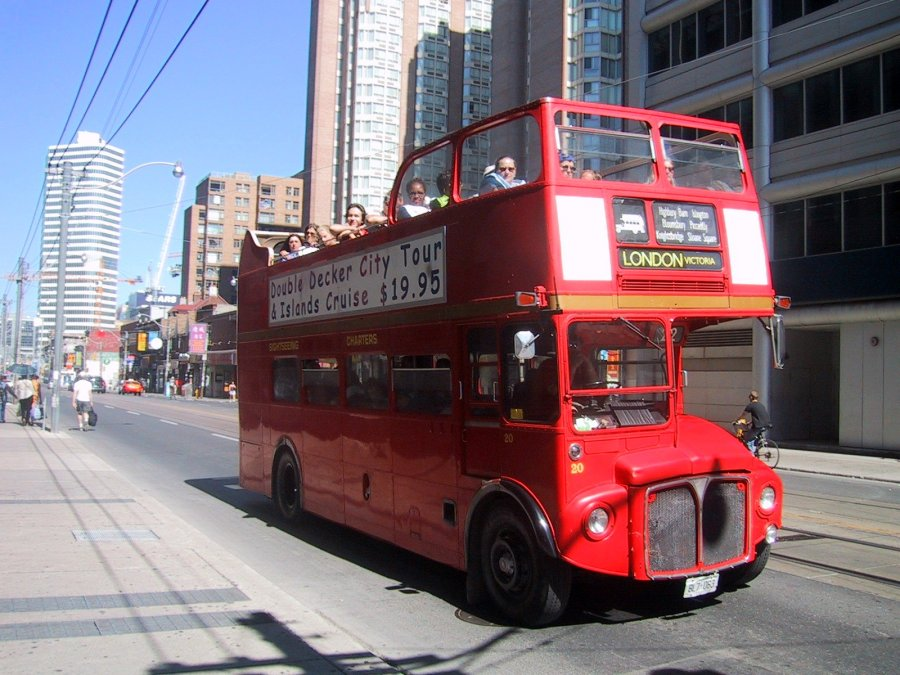
Ehemaliger, in London zum Sightseeing-Bus umgebauter, Open Top Routemaster auf Stadtrundfahrt am 2. Juli 2005 in Toronto
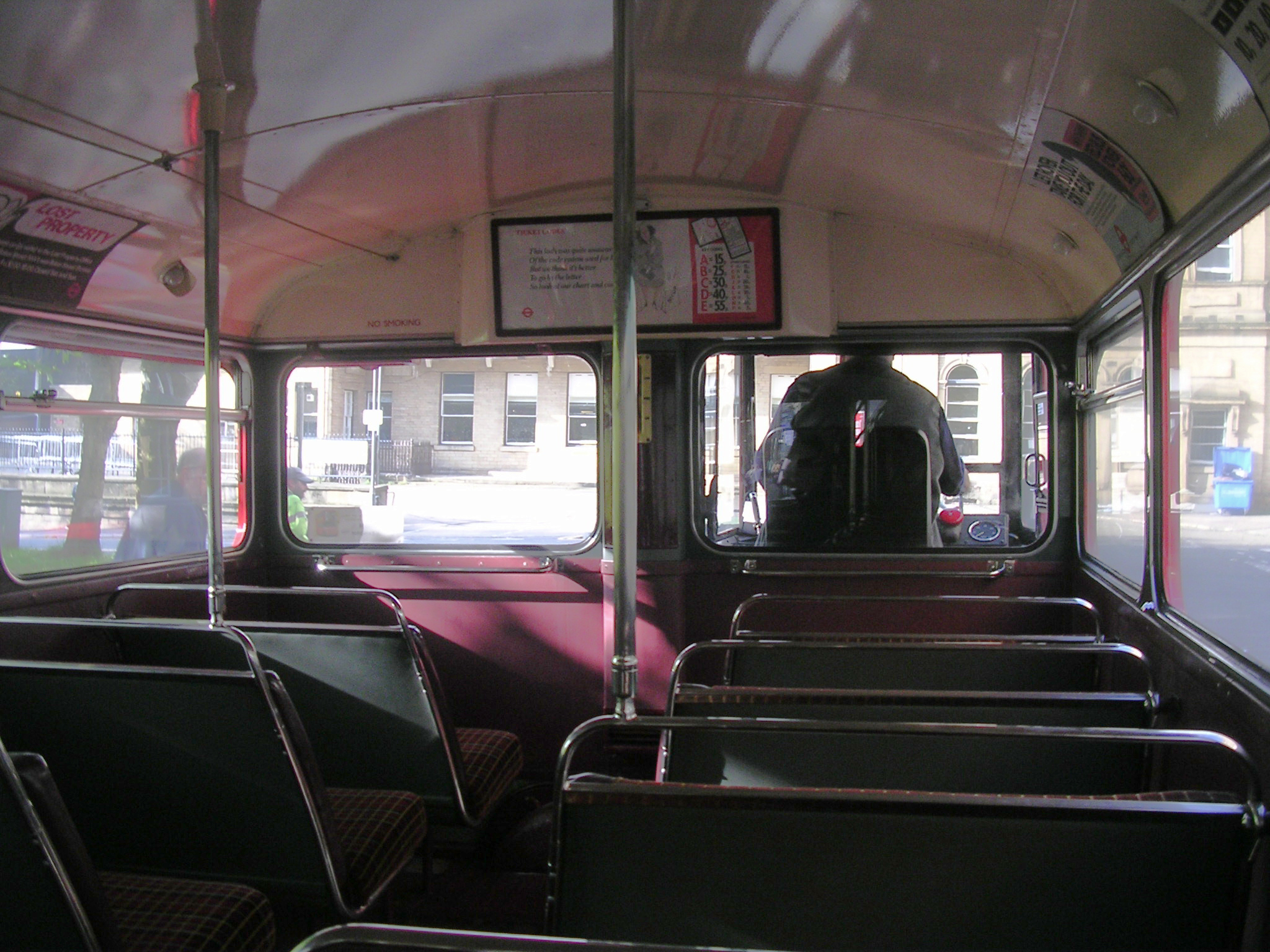
Ursprüngliche Einrichtung des Unterdecks mit Klingelschnur, beleuchteter Innenwerbung und Blick auf Fahrerkabine (RM 1414)
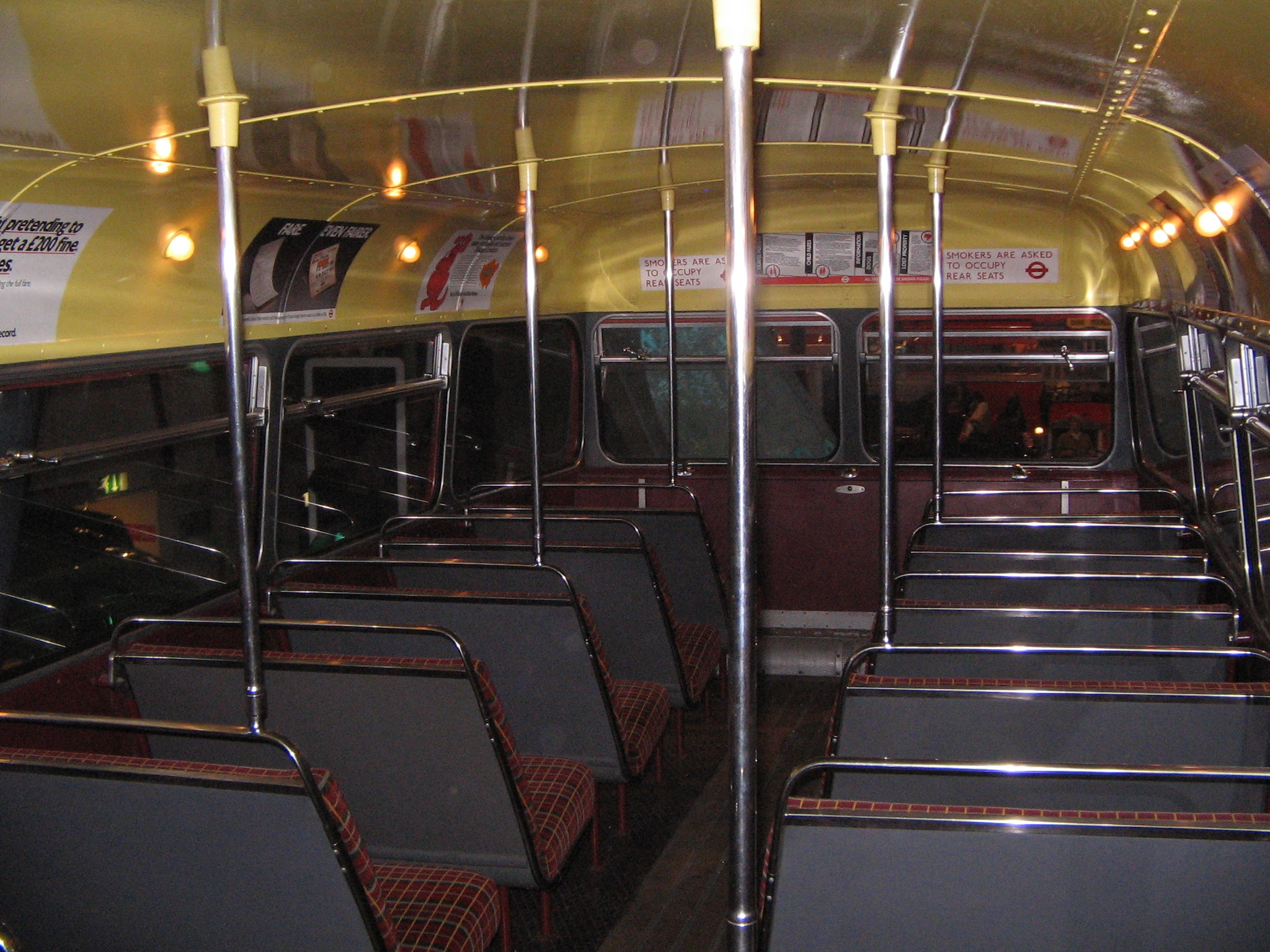
Ursprüngliche Einrichtung des Oberdecks mit Glühlampen-Beleuchtung und Kurbelfenstern